# Brobyggerprisen
Brobyggerprisen är ett pris som delas ut av Norske kirkeakademier (NKA). 
Det instiftades 1983 och delas ut till en person eller en organisation eller institution "som på ett särskilt sätt har byggt broar av insikt och förståelse - och stimulerat till att utveckla kontakt och dialog mellan olika grupper i samhället". Organisationen Norske kirkeakademier har omkring 60 lokalföreningar runt om i Norge, och dessa nominerar kandidater till priset. NKA:s styrelse avgör sedan  vem som skall få priset. 
Prisen är ett grafiskt blad, men inte av någon bestämd konstnär. Det köps in årligen och är nyproducerad norsk konst.

## Pristagare
- 1983 – Fredrik Grønningsæter
- 1984 – Carl Fredrik Engelstad
- 1985 – Svein Ellingsen
- 1986 – Einar Lunde
- 1987 – Liv Rosmer Fisknes
- 1988 – Kirkelig kulturverksted
- 1989 – Svein Erik Brodal
- 1990 – Tor Aukrust
- 1991 – Kristin Aalen
- 1992 – Inge Eidsvåg
- 1993 – Michael Melchior
- 1994 – Mari Boine
- 1995 – Petter Skauen
- 1996 – Simon Flem Devold
- 1997 – Hanne Sophie Greve
- 1998 – Aslam Ahsan
- 1999 – Pater Ronald Hølscher
- 2000 – Aksjon Slett U-landsgjelda
- 2001 – Kjetil Bang Hansen och Svein Tindberg
- 2002 – Kristen Idrettskontakt
- 2003 – Dialogsenteret Emmaus
- 2004 – Steinar Bryn
- 2005 – Namibiaforeningen
- 2006 –
- 2007 – Notto R. Thelle
- 2008 – Anne-Lise Strøm
- 2009 – Migrapolis-redaktionen på NRK
- 2010 – Tro og Lys
- 2011 – Haakon Magnus av Norge
- 2012 – Erna Solberg
- 2013 – Anne Sender
- 2014 – Flerkulturelt kirkelig nettverk